# La casa del terror
La casa del terror es una película de comedia, terror y ciencia ficción mexicana de 1960, escrita y dirigida por Gilberto Martínez Solares, y protagonizada por Germán Valdés «Tin-Tan» y Yolanda Varela. Es una parodia de La Momia VS el Hombre Lobo.

## Sinopsis
En su afán por lograr sobresalir con sus macabros experimentos, un científico y sus ayudantes aterrorizan la ciudad convirtiendo el museo en una casa de terror, donde Casimiro (Tin-Tan) por ser un holgazán es la víctima principal de esta historia, pero su novia Paquita (Yolanda Varela) lo ayuda.

## Reparto
- Germán Valdés «Tin-Tan» como Casimiro
- Yolanda Varela como Francisca "Paquita"
- Lon Chaney Jr. como La Momia / El Hombre Lobo
- Yerye Beirute como Profesor Sebastián.
- Óscar Ortiz de Pinedo como Dr. Lorenzo Salazar, psiquiatra.
- Consuelo Guerrero de Luna como Paciente del Dr. Lorenzo Salazar.
- Alfredo Wally Barrón como Nacho.
- Agustín Fernández como Rito.
- Rafael Estrada como Profesor Estrada.
- Dacia González como Mesera.
- José Silva
- José Luis Aguirre 'Trotski'
- Jose Chávez Abundiz como Policía.
- Jesús Gómez como Policía asesinado.
- Ana María Hernández como Doña María, tia de Paquita.
- Miguel Inclán Jr. como Policía
- Mario Sevilla como Anunciador de conferencia.
- Fernando Yapur como Hombre herido en el parque.